# Tennessee (film)
Tennessee – amerykański dramat z 2008 roku, w reżyserii Aarona Woodleya. Premiera filmu miała miejsce wiosną 2008.

## Obsada
- Adam Rothenberg – Carter
- Ethan Peck – Ellis
- Mariah Carey – Krystal
- Lance Reddick – Frank
- Ryan Lynn – 18-letni Carter
- Michele Harris – Karen
- Bill Sage – Roy
- Melissa Benoist – 18-letnia Laurel